# 松岡文七郎
松岡 文七郎（まつおか ぶんしちろう、1890年（明治23年）5月4日 - 1957年（昭和32年）1月23日）は、日本の医師、政治家。松本市長（公選第2代）。

## 来歴
長野県東筑摩郡松本町（現：松本市）生まれ。1915年（大正4年）京都帝国大学医学部を卒業し、同大内科教室助手として勤務した後、1918年（大正7年）7月、内科医を開業。松本精神病院管理院長に就任した。1929年（昭和4年）から松本市会議員に4回当選、昭和22年から26年まで議長も務める。その後、長野県会議員に2回当選。日本医師会代議員、長野県医師会長も歴任した。
1951年（昭和26年）4月から松本市長を2期務める。昭和の大合併で東筑摩郡13ヶ村との大合併を実現した。市役所新庁舎の場所を巡り紛糾する中、市長室で倒れ、そのまま亡くなった。